# Ondrej Rigo
Ondrej Rigo (Modor, 1955. december 17. – 2022. június 14.) Csehszlovákia, illetve Szlovákia legismertebb sorozatgyilkosa. A modori születésű kilencszeres sorozatgyilkos tetteit 1990 és 1992 között követte el.

## Életrajza
1990-ig többször is elítélték, de köszönhetően az 1989-es bársonyos forradalomnak, Csehszlovákia akkori elnöke, Václav Havel, több foglyot is amnesztiában részesített (haveli amnesztia), így került szabadlábra maga Rigo is.
Szabadulása után pár héttel már el is követte első szörnyű tettét, egy 40 éves nőt erőszakolt meg, majd fejét szétverte egy vascsővel. Második áldozata egy 28 éves nő volt. Rigo szexuális agresszivitása növekedett, a nemi erőszak közben átszúrta a nő nyakát egy csavarhúzóval, majd kirabolta. E két tettét Bajorországban, Münchenben követte el, majd átutazott a hollandiai Amszterdamba, ahol egy 56 éves nőt erőszakolt meg, akinek aztán a fejét egy 5 kilós burkolókővel szétverte. Az áldozatot itt is kirabolta. Ezen rablás kapcsolta össze tettét pozsonyi tetteivel, miután Pozsonyban holland guldeneket találtak az egyik tetthelyen. Hollandiai tette után már másnap Pozsonyba utazott, ahol a már tőle megszokott módon egy 88 éves nőt gyilkolt meg nyugdíjasotthoni lakásában. E tette után három hónap szünet következett, de 1991 januárjában újra gyilkolt, áldozata egy 40 éves nő, valamint annak 14 éves fia volt.
Egy héttel utána Rigo újra lecsapott, ezúttal azonban az áldozat – akit álmában lepett meg – ellenállt, miközben Rigo fojtogatta, és a nőnek, miután támadója genitáliáját megszorította, sikerült megmenekülnie. Két héttel később Rigo újra lecsapott. Áldozata egy 79 éves nő volt. Rigo utolsó áldozata egy 22 éves nő volt, akit 1992 márciusában ölt meg. Ez esetben alkalmazták Szlovákiában először a DNS-t mint bizonyítékot a nyomozás során.
1994. december 7-én a bíróság életfogytiglani szabadságvesztésre ítélte. Haláláig a lipótvári (Leopoldov) börtönben töltötte büntetését.

## Tettei jellemző jegyei
- női áldozatok,
- szexuális indíttatás,
- az áldozatokat éjjel, álmukban lepi meg,
- az áldozatokat a lakásukban (ágyukban) lepi meg,
- szétveri áldozatai koponyáját
- élvhajhász típus